# Zone agricole protégée
La Zone agricole protégée, ou ZAP, créée — en France — par la Loi d'orientation agricole de 1999 désigne un zonage de protection foncière.

C'est un des outils d'aménagement du territoire, de réflexion et de protection, visant à mieux prendre en compte la vulnérabilité de certains espaces agricoles face à la périurbanisation et à la construction d'infrastructures de diverses natures. La loi paysage permet aussi de classer et protéger certains éléments du paysage rural (alignements d'arbres, bocage, etc.).
À elle seule, la ZAP ne garantit pas la viabilité ou pérennité de l'agriculture, mais elle est un outil de protection du foncier agricole.
Cette notion peut éventuellement aussi être évoquée dans le cadre de mesures conservatoires ou compensatoires, par exemple dans le cadre de remembrements ou d'une directive régionale d'aménagement visant à limiter les pressions de périurbanisation, ou dans le cadre de la trame verte et bleue, par exemple pour protéger des milieux prairiaux ou bocagers et les services écosystémiques qu'ils rendent.

## Aspects juridiques
Selon le code rural, une « zone agricole protégée » (ZAP) doit concerner des zones agricoles dont la préservation est d'intérêt général, en raison soit de la qualité de leur production, soit de leur situation géographique.
Un arrêté préfectoral en définit le contour, sur proposition ou après accord :
- du conseil municipal des communes concernées ;
- de l'organe délibérant de l'établissement public compétent en matière de plan local d'urbanisme (PLU) ;
- de l'établissement public compétent en matière de schéma de cohérence territoriale (SCOT)

Dans les deux derniers cas, après accord du conseil municipal des communes intéressées, après avis de la chambre d'agriculture (avis réputés favorables s'ils ne sont pas émis dans le délai de deux mois), de l'Institut national des appellations d'origine (dans les zones d'appellation d'origine contrôlée) et de la commission départementale d'orientation de l'agriculture et enquête publique.
Les parcelles boisées de faible étendue peuvent être intégrées dans ces zonages.

## Conséquences juridiques
Sauf exceptions (prévues par la loi), une fois classée, toute modification d'affectation ou de mode d'occupation du sol susceptible de durablement altérer le potentiel agronomique, biologique ou économique d'une zone agricole protégée devra être soumis à l'avis de deux organismes :
- la chambre d'agriculture ;
- la commission départementale d'orientation de l'agriculture.

Si l'un de ces deux organismes donne un avis défavorable, le changement (ex : permis de construire) ne pourra être autorisé que sur décision motivée du préfet.

## Conséquences économiques
Le constat a été fait que, bien que ce ne soit pas l'objectif premier de cet outil, il permet aussi de diminuer les prix du foncier agricole pour les jeunes agriculteurs qui veulent s'installer. N'étant plus constructible, il fait en effet moins l'objet de la spéculation immobilière et foncière qui font habituellement monter les prix du foncier en zone périurbaine Résumé par Terre de Lien du cas de Vernouillet (consulté 2012-01-11 20:26)

## Méthode
Ce zonage est préparé sous l'autorité du préfet de département concerné, via un « projet de délimitation et de classement », après proposition faite au préfet par une ou plusieurs communes intéressées.

### Dossier de proposition
Il consiste en :
1. Un rapport de présentation (avec analyse détaillée des caractéristiques agricoles du territoire, sa situation dans son environnement, motifs et objectifs du classement) ;
2. Un plan de situation ;
3. Un plan précis de délimitation.

Le projet soumis à enquête publique par le préfet dans les conditions de la loi, puis - au vu des résultats de l'enquête publique et des avis soumis à la délibération de l'ensemble des conseils municipaux concernés. Après accord, le préfet classe la zone, par arrêté (devant être affiché un mois dans chaque mairie concernée et publié au recueil des actes administratifs de la préfecture du département. Une publicité légale en est également faite dans le département et les contours sont tenus à la disposition du public (en préfecture et les communes concernées).

## Exemples
- zone agricole protégée de Drumettaz-Clarafond (réalisée)
- zone agricole protégée de Les Essarts-le-Roi (Projet[4]), en Région Île-de-France
- zone agricole protégée de Vernouillet, dans le Département des Yvelines (projet[5], et arrêté, en PDF)
- zone agricole protégée de Sadirac, dans le département de la Gironde[6]